# Ruptura homolítica
Ruptura homolítica, cisão homolítica, fissão homolítica ou ainda homólise é uma ruptura de uma ligação química em uma molécula na qual cada átomo participante da ligação retém um elétron do par que constituia a união formando-se radical.
A energia necessária para levar a cabo a ruptura se conhece como "energia de dissociação homolítica de ligação" e pode ser aportada, por exemplo, por meio de radiação na região do espectro do ultravioleta.
Exemplos:
{\displaystyle \ Cl-Cl} + Energia {\displaystyle \longrightarrow Cl\cdot +\cdot Cl}
{\displaystyle \ H_{3}C-CH_{3}} + Energia {\displaystyle \longrightarrow H_{3}C\cdot +\cdot CH_{3}}
Outros tipos de ruptura de ligação, como a ruptura heterolítica, implicam que uma das espécies formadas retém os dois elétrons que formavam parte da união, resultando com uma carga final negativa enquanto que a outra espécie fica com uma carga positiva.